# سیارک ۵۷۰۵
سیارک ۵۷۰۵ (به انگلیسی: 5705 Ericsterken، نامگذاری:1965UA) پنج هزار و هفتصد و پنجمین سیارک کشف شده‌است که در ۲۱ اکتبر ۱۹۶۵ کشف شد.
قدر مطلق سیارک برابر ۱۴٫۱۰ است.